# Volo Centurion Air Cargo 164
Il volo Centurion Air Cargo 164 era un collegamento cargo charter internazionale, in partenza dall'aeroporto El Dorado di Bogotà e diretto all'aeroporto Internazionale di Miami. Il volo era operato da Kalitta Air e l'aereo era in wet leasing da Centurion Air Cargo. Il 7 luglio 2008, l'aereo, un Boeing 747-209B (SF), subì un incidente poco dopo il decollo. Tutti i passeggeri riportarono ferite, ma nessuno rimase ucciso. Due persone a terra furono uccise dopo che l'aereo aveva abbattuto una fattoria. L'incidente è stato il secondo di un Boeing 747 nel 2008 in servizio alla Kalitta Air, dopo un precedente incidente a Bruxelles in maggio.
Le autorità colombiane avviarono un'indagine e conclusero che l'incidente era stato causato da un guasto a due motori. Durante la fase di decollo, il motore quattro e poi il motore uno avevano subito una perdita di potenza. I piloti non erano riusciti a recuperare l'aereo, che si schiantò contro un ranch.

## L'aereo

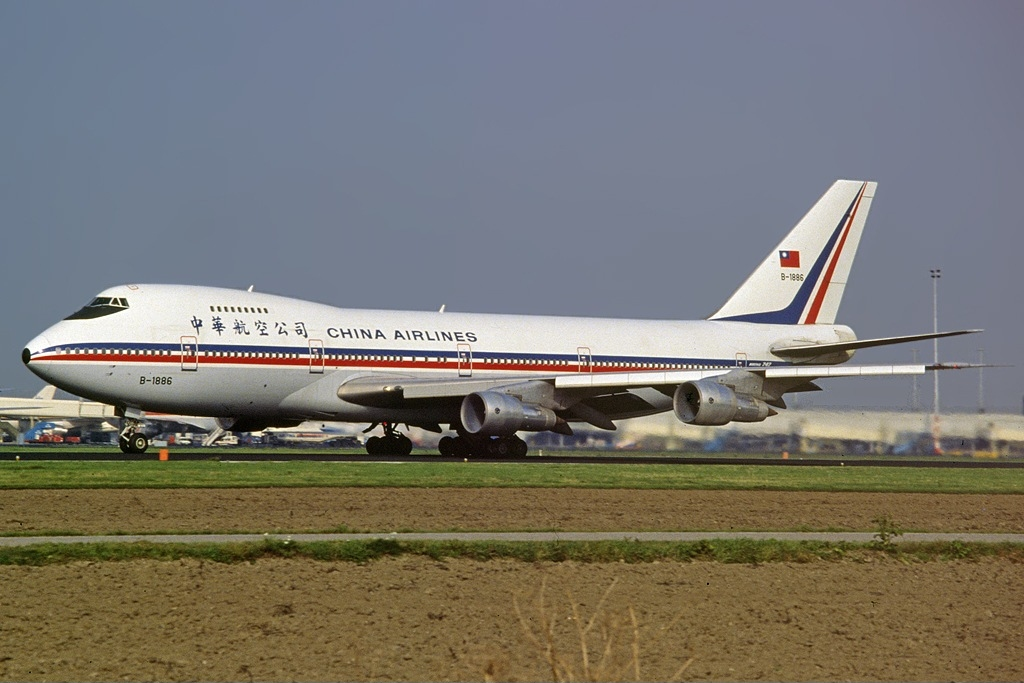
L'aereo, visto qui nel 1990 con la livrea del precedente operatore (China Airlines).

Il velivolo, un Boeing 747-209B (SF), registrato N714CK, aveva 27 anni e 3 mesi. Aveva un totale di 90 613 ore di volo ed era equipaggiato con 4 motori Pratt & Whitney Canada. Era stato consegnato a China Airlines nel 1981 e immatricolato B-1886. Nel 1999, l'aereo ricevette una nuova immatricolazione come B-18753 quando passò alla divisione merci di China Airlines, China Airlines Cargo, fino a quando non venne bloccato nel 2002 a seguito dell'incidente del volo China Airlines 611 e infine venne acquistato da Kalitta Air nel novembre dello stesso anno.

## L'incidente

Il luogo dello schianto.

L'aereo decollò dall'aeroporto Internazionale di El Dorado alla volta dell'aeroporto internazionale di Miami con a bordo 8 membri dell'equipaggio e un carico di fiori, come volo cargo charter. Il volo era operato dalla Kalitta Air e Centurion Air Cargo come volo 164. Durante la rotazione, il motore numero 4 subì uno stallo al compressore non recuperabile, causando una perdita di potenza. L'aereo dichiarò emergenza 20 secondi dopo, segnalando un incendio al motore numero 4 (motore esterno destro) e chiedendo di tornare alla pista 13R. La torre di controllo di Bogotà autorizzò l'aeroplano a rientrare e ad atterrare sulla 13R. L'aereo iniziò una virata a sinistra come previsto dalla checklist in caso di guasto a un motore. Circa 20 secondi dopo la perdita del motore numero 4, il motore numero 1 andò in avaria. A questo punto l'aereo aveva perso la capacità di salire e i piloti cominciarono a perderne il controllo.
L'equipaggio si rese subito conto di non avere più la spinta necessaria per tornare indietro e tentò un atterraggio fuori dall'aeroporto. Un tassista che stava rifornendo la sua auto alla vicina stazione di servizio disse che l'aereo aveva colpito i cavi lungo l'autostrada innescando scintille, prima di impattare con il suolo. L'aereo precipitò alle 03:57 ora locale. Sfiorò gli alberi e si schiantò, sbandò lungo il campo e abbatté la casa di un ranch, uccidendo due persone, Pedro Suarez, 50 anni, e suo figlio Edwin, di 13 anni. Il velivolo si spezzò in più tronconi.
I soccorritori arrivarono immediatamente sul luogo dell'incidente ed evacuarono i sopravvissuti. Tutti gli otto membri dell'equipaggio sopravvissero, uno in condizioni critiche. Almeno 5 persone rimasero gravemente ferite nell'incidente. Due membri dell'equipaggio vennero curati in un ospedale di Madrid, mentre altri sei vennero trasferiti all'Ospedale Centrale della Polizia di Bogotà.

## Le indagini
Il Grupo de Investigacion de Accidentes colombiano aprì un'indagine sull'incidente. Il National Transportation Safety Board statunitense inviò cinque investigatori per assistere il team investigativo colombiano. Anche la Federal Aviation Administration, il costruttore dell'aereo Boeing e il costruttore dei motori Pratt & Whitney assistettero alle indagini.
Il comandante Bryan Beebe, 51 anni (8 874 ore totali, 2 874 sul tipo), era il pilot flying; il primo ufficiale Frank Holley, 49 anni (11 373 ore totali, 2 853 sul tipo), era il pilot monitoring L'ingegnere di volo Joseph Kendall, 59 anni, aveva un'esperienza di volo totale di 10 665 ore di cui 2 665 sul 747.
Sia il registratore dei dati di volo che il registratore vocale della cabina di pilotaggio vennero recuperati e sottoposti ad analisi. L'aereo era configurato per il decollo con i flap a 10 gradi (i flap rimasero in quella posizione fino all'impatto) con i motori a EPR tra 1,69 e 1,72, quando accelerò fino a Vr (152 nodi (282 km/h)) ed iniziò la rotazione. Mentre l'aereo ruotava, il beccheggio passò a 13 gradi e la velocità dell'aria aveva già superato V2 (162 nodi (300 km/h)) quando il motore numero quattro perse potenza, passando da un valore di EPR di circa 1,7 a 1,0 nel giro di 2-3 secondi. Gli investigatori stabilirono che la turbina ad alta pressione del motore, che era stata installata durante l'ultima visita in officina nel gennaio 2008, era inefficiente a causa di un gioco di punta delle pale troppo grande, della corda ridotta e dell'usura dei bordi d'attacco delle pale della ventola, con una perdita di potenza del motore stimata al 5,8% e una compromissione della stabilità e dell'operatività del motore.
Il motore numero uno subì un guasto alla turbina di bassa pressione, che provocò l'espulsione di parti del motore attraverso lo scarico. Il guasto ebbe origine nel terzo stadio del TPL; gli investigarori ritennero che il guasto fosse iniziato con la perdita di alcune palette di guida o con la perdita di un grosso pezzo di guarnizione dell'aria esterna a causa di un danno termico. Sebbene si fosse verificata una condizione di overboost al di fuori del normale range di funzionamento del motore, l'applicazione di tale potenza per un breve periodo di tempo non avrebbe dovuto causare un guasto al motore. Non fu possibile determinare la causa esatta dell'avaria.
Gli investigatori rilevarono che il motore numero due aveva subito un rapido abbassamento e innalzamento dell'EPR per cinque volte, ciascuno dei quali era durato circa 2-3 secondi; le impennate si verificarono a 87 secondi, 33 secondi, 13 e 3 secondi prima dell'impatto. Alla fine l'aereo si schiantò.
Il 22 agosto 2011, la commissione d'inchiesta pubblicò il rapporto finale. L'incidente era stato causato dall'avaria di due motori dell'aereo, nello specifico il motore numero 4 e il motore numero 1. Il motore numero 4 aveva subito uno stallo non recuperabile al compressore durante la rotazione. L'aereo aveva quindi faticato a salire. Mentre l'equipaggio di volo stava eseguendo la procedura di emergenza, il motore numero 1 si era in qualche modo guastato. Con due motori in avaria, l'aereo non era in grado di sostenere il volo nella sua configurazione, tenendo conto delle impennate dell'EPR e dell'instabilità di un terzo motore, il numero 2.